# Åke Gustafsson
Karl Åke Torsten Gustafsson (1908 - 1988) foi um autor, botânico e geneticista sueco.
Lecionou no Statens Skogsforskningsinstitut, que é um instituto de pesquisa sueca sobre florestas, de 1947 até 1968, e na Universidade de Lund, de 1968 a 1974.